# Płaskowyż Wilujski
Płaskowyż Wilujski (ros. Вилюйское плато) – płaskowyż w azjatyckiej części Rosji, w Kraju Krasnojarskim i Jakucji.
Leży w centrum Wyżyny Środkowosyberyjskiej na południe od Płaskowyżu Anabarskiego; długość ok. 400 km, szerokość 200 km; średnia wysokość ok. 800 m n.p.m., maksymalna 962 m n.p.m. Fałdowany podczas orogenezy kaledońskiej i hercyńskiej; zbudowany z prekambryjskich skał metamorficznych przykrytych młodszymi skałami osadowymi. Źródła rzek z dorzeczy Jeniseju, Leny, Chatangi i Olenioka.
W niższych partiach tajga modrzewiowa, w wyższych tundra górska.
W północno-wschodniej części bogate złoża diamentów (Ajchał).